# La Chevillotte
La Chevillotte ist eine französische Gemeinde mit 143 Einwohnern (Stand: 1. Januar 2022) im Département Doubs in der Region Bourgogne-Franche-Comté. Sie gehört zum Arrondissement Besançon und ist Mitglied im Gemeindeverband Grand Besançon Métropole.

## Geographie
La Chevillotte liegt auf 423 m, etwa elf Kilometer ostsüdöstlich der Stadt Besançon (Luftlinie). Die Streusiedlung erstreckt sich im westlichen Jura, auf dem sogenannten ersten Plateau inmitten eines ausgedehnten Waldgebietes, zwischen den Höhen der Jura-Randkette im Norden und des Grand Mont im Süden.
Die Fläche des 7,68 km² großen Gemeindegebiets umfasst einen Abschnitt des westlichen französischen Juras. Das gesamte, nur sehr schwach reliefierte Gebiet wird vom breiten ersten Juraplateau eingenommen, das durchschnittlich auf 420 m liegt. Es bildet ein weites Becken ohne oberirdischen Abfluss, weil das Niederschlagswasser im verkarsteten Untergrund versickert. Diese Senke ist im Bereich von La Chevillotte vorwiegend von Wald bestanden, in dem es verschiedene Rodungsinseln gibt. Im Osten befindet sich die Forêt de Bouclans, in der auf einer Anhöhe mit 455 m die höchste Erhebung von La Chevillotte erreicht wird. Mit einem schmalen Streifen erstreckt sich das Gemeindeareal nach Südwesten bis in die Waldung Le Grand Frêne.
La Chevillotte besteht aus mehreren Weilersiedlungen und Einzelhöfen, darunter:
- La Grosse Grange (423 m)
- La Vieille Chevillotte (424 m)
- Grange du Bosquet (427 m)
- La Batière (427 m) an der alten Straße von Saône nach Mamirolle

Nachbargemeinden von La Chevillotte sind Gennes und Nancray im Norden, Bouclans und Naisey-les-Granges im Osten, Mamirolle im Süden sowie Saône im Westen.

## Bevölkerung
| Jahr                       | 1962 | 1968 | 1975 | 1982 | 1990 | 1999 | 2016 |
| Einwohner                  | 47   | 53   | 61   | 83   | 82   | 76   | 143  |
| Quellen: Cassini und INSEE |      |      |      |      |      |      |      |

Mit 143 Einwohnern (Stand 1. Januar 2022) gehört La Chevillotte zu den kleinsten Gemeinden des Départements Doubs. Nachdem die Einwohnerzahl in der ersten Hälfte des 20. Jahrhunderts stets im Bereich zwischen 50 und 73 Personen gelegen hatte, wurde seit Beginn der 1960er Jahre ein Bevölkerungswachstum verzeichnet.

## Wirtschaft und Infrastruktur
La Chevillotte war bis weit ins 20. Jahrhundert hinein ein vorwiegend durch die Landwirtschaft (Ackerbau, Obstbau und Viehzucht) und die Forstwirtschaft geprägtes Dorf. Heute verfügt La Chevillotte über einen Golfplatz. Mittlerweile hat sich das Dorf auch zu einer Wohngemeinde gewandelt. Einige Erwerbstätige sind Wegpendler, die in den größeren Ortschaften der Umgebung ihrer Arbeit nachgehen.
Die Ortschaft liegt abseits der größeren Durchgangsstraßen an einer Departementsstraße, die von Saône nach Gonsans führt. Weitere Straßenverbindungen bestehen mit Mamirolle und Nancray.